# Алексушин, Николай Семёнович
Николай Семёнович Алексушин (25 июля 1926, Челябинск, Уральская область — 18 ноября 2002) — советский хоккеист, защитник, мастер спорта СССР.

## Биография
Николай Алексушин родился 25 июля 1926 года в Челябинске. Начинал играть в хоккей с шайбой в 1943 году за команду Челябинского строительного техникума, а в 1948—1950 годах выступал за хоккейный клуб «Дзержинец» (Челябинск), забросив 6 шайб в 22 играх чемпионата СССР. В 1946—1950 годах он также выступал за футбольную команду «Динамо» (Челябинск).
В 1950—1957 годах Алексушин выступал за команду «Динамо» (Москва), забросив 34 шайбы в 127 матчах чемпионата СССР (по другим данным, 33 шайбы в 127 матчах). За это время в составе своей команды он один раз (в 1954 году) становился чемпионом СССР, один раз — серебряным призёром и пять раз — бронзовым призёром чемпионата СССР. Играл в паре с защитниками Олегом Толмачёвым и Николаем Карповым. В 1951—1952 году выступал за сборную Москвы.
В 1957—1961 годах Алексушин выступал за команду «Спартак» (Москва), забросив 9 шайб в 104 матчах чемпионата СССР (по другим данным, выступал за «Спартак» в 1957—1960 годах и провёл 11 игр). За всё время выступлений в чемпионате СССР, играя за «Дзержинец», «Динамо» и «Спартак», Алексушин провёл 253 матча и забросил 48 шайб в ворота соперников.
После окончания игровой карьеры Николай Алексушин работал тренером в командах «Металлург» (Сталинск), «Метеор» (Рыбинск), «Энергия» (Саратов), «Химик» (Днепродзержинск) и «Алмаз» (Москва).
Скончался 18 ноября 2002 года.

## Достижения
- Чемпион СССР — 1954[1][4].
- Серебряный призёр чемпионата СССР — 1951[1][4].
- Бронзовый призёр чемпионата СССР — 1952, 1953, 1955, 1956, 1957[1][4].
- Обладатель Кубка СССР — 1953[4][7].
- Финалист Кубка СССР — 1955, 1956[4].
- Чемпион зимней Спартакиады народов РСФСР — 1958[4].